# David Pitchforth
David Pitchforth (ur. 21 kwietnia 1965) – brytyjski inżynier.

## Życiorys
David Pitchforth rozpoczął pracę w firmie Schwitzer jako praktykant. Ukończył projektowanie technologii na University of Huddersfield. W 1994 wyjechał do Stanów Zjednoczonych, by rozpocząć pracę w firmie Schwitzer US, gdzie pracował nad hamowaniem silnikowym i tunelami aerodynamicznymi. W 1997 nadzorował projekt, budowę i uruchomienie amerykańskiego ośrodka badań i rozwoju Reynard Motorsport. W 2000 został dyrektorem zarządzającym w firmie ARC, gdzie pracował także nad projektami tunelu aerodynamicznego dla NASCAR w Mooresville w Karolinie Północnej, British American Racing w Brackley i Jaguar w Bicester.
W marcu 2002 rozpoczął pracę w Jaguarze jako kierownik projektu bolidu Jaguar R3C, a następnie Jaguar R4. Od 2003 był dyrektorem zarządzającym w zespole Jaguar (następnie Red Bull), gdy został zwolniony w 2004.